# Patrick De Vlamynck
Patrick De Vlamynck (Brussel, 1 oktober 1977) is een Belgisch voormalig profvoetballer die als doelman speelde.

## Carrière
De Vlamynck speelde in de jeugd bij RSC Anderlecht. Toen hij daar geen zicht had op speelminuten in het eerste elftal, trok hij naar derdeklasser Union Saint-Gilloise. Vervolgens kwam hij onder meer uit voor SV Sottegem, VC Eendracht Aalst, SV Wevelgem City en RC Peruwelz.
Van 2011 tot 2015 speelde hij voor Royal Mouscron-Péruwelz. Met deze club maakte hij drie dagen na zijn 37e verjaardag zijn debuut in Eerste klasse. Op 6 december 2014 liep hij, uitgerekend tegen zijn ex-club Anderlecht, een zware kruisbandblessure op. Na afloop van zijn contract dacht Anderlecht er even aan om hem aan te trekken als ervaren reservedoelman, maar de club koos uiteindelijk voor Frank Boeckx.
Na afloop van zijn spelerscarrière opende hij een multisportcenter en werd hij spelersmakelaar van Jean Butez.